# Cyperus aureobrunneus
Cyperus aureobrunneus är en halvgräsart som beskrevs av Charles Baron Clarke. Cyperus aureobrunneus ingår i släktet papyrusar, och familjen halvgräs. Inga underarter finns listade i Catalogue of Life.